# Тамашешти (Горж)
Тамашешти (рум. Tămășești) насеље је у Румунији у округу Горж у општини Балешти. Oпштина се налази на надморској висини од 172 m.

## Становништво
Према подацима из 2002. године у насељу је живело 751 становника, од којих су сви румунске националности.